# Base antarctique Scott
Pour les articles homonymes, voir Scott.
La base antarctique Scott est une station de recherche scientifique néo-zélandaise située en Antarctique à quelques kilomètres de la base de McMurdo à laquelle elle est reliée par une des très rares routes du continent. Cette station est située à environ 1 350 kilomètres du pôle Sud, sur l'île de Ross. Son nom provient de celui de l'explorateur polaire Robert Falcon Scott.
La base a été ouverte en 1957, lors de l'expédition transantarctique Fuchs-Hillary. La cabane A, la seule existante à l'époque, est classée comme monument historique de l'Antarctique.
La base est gérée par Antarctica New Zealand.

## Climat
La base antarctique Scott possède un climat inlandsis (Köppen: EF) avec des étés froids et des hivers gravement glacials. Les temps maximales ne montent que jusqu'à −1,3 ºC été et −22,8 ºC en août; tandis que les temps minimales descendent jusqu'à −7,9 ºC en été et −35,8 ºC en août. Les précipitations annuelles sont basses: environ 184,0 mm. La température la plus élevée enregistrée est de 6,8 ºC le 8 janvier 1970, alors que la température la plus basse est de −57,0 ºC le 25 septembre 1968.

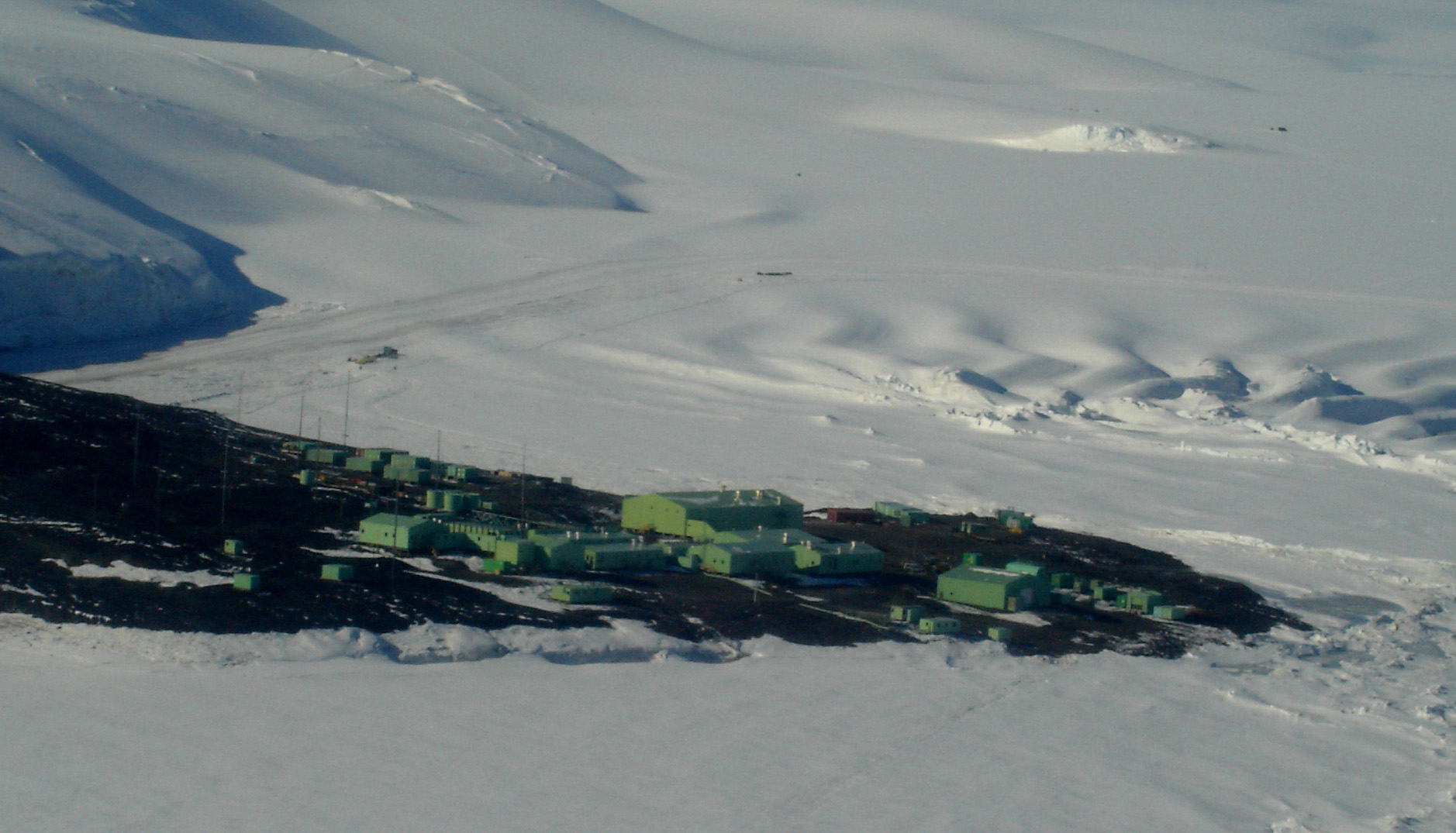
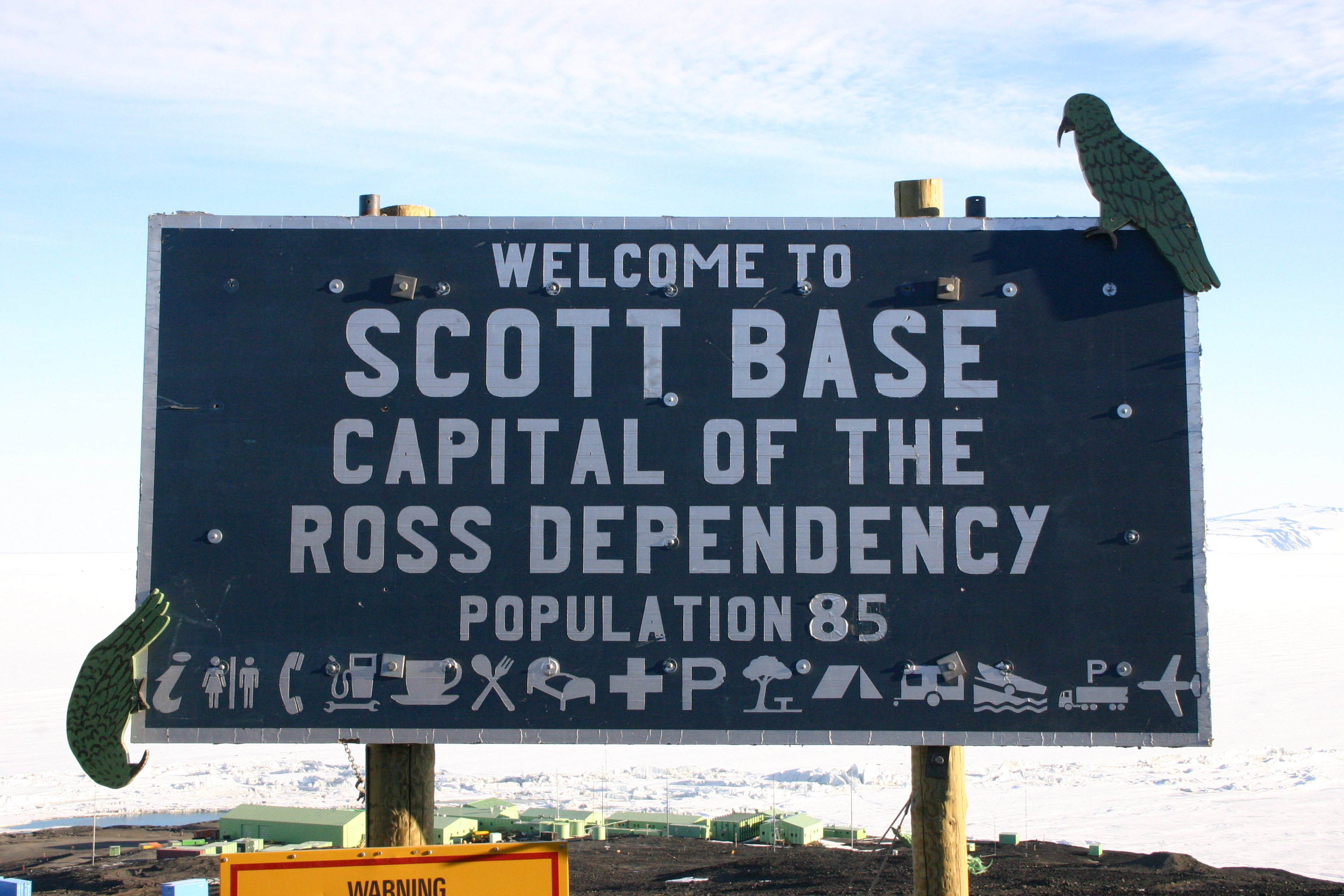
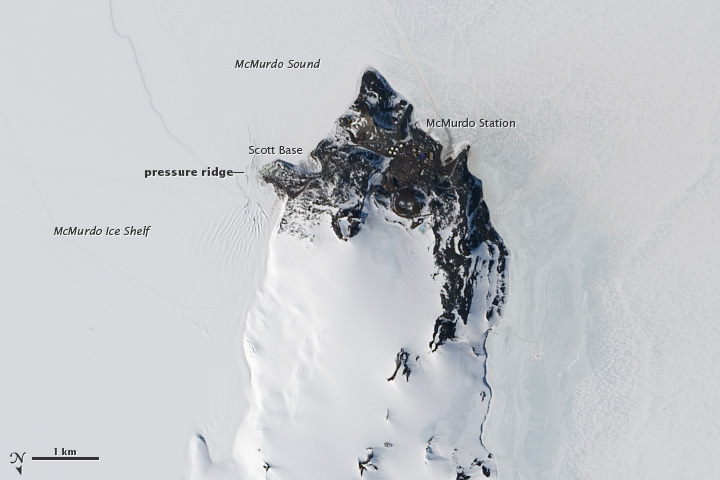

| Mois                              | jan. | fév.  | mars  | avril | mai   | juin  | jui.  | août  | sep.  | oct.  | nov.  | déc. | année |
| --------------------------------- | ---- | ----- | ----- | ----- | ----- | ----- | ----- | ----- | ----- | ----- | ----- | ---- | ----- |
| Température minimale moyenne (°C) | −7,9 | −14,8 | −25   | −30,2 | −31,7 | −31,5 | −34,9 | −35,8 | −32,9 | −25,3 | −15,2 | −7,9 | −24,4 |
| Température maximale moyenne (°C) | −1,3 | −7,4  | −15,9 | −18,9 | −19,8 | −20   | −22,3 | −22,8 | −20,5 | −15,3 | −7    | −1,3 | −14,4 |
| Précipitations (mm)               | 18   | 21    | 14    | 16    | 23    | 22    | 13    | 12    | 11    | 13    | 12    | 9    | 185   |
| Humidité relative (%)             | 76,2 | 70,7  | 71,6  | 71,3  | 70,3  | 69    | 66,6  | 67,2  | 66,4  | 68,7  | 67,6  | 73,2 | 69,9  |